# Ура!
Ура́ — восклицательное междометие, употребляющееся в качестве торжествующего восклицания, выражающего восторг, радость, общее воодушевление, а также в качестве боевого клича. 
Существует и в других языках (нем. hurra, англ. hurrah, hooray (или huzzah, hooah), фр. hurrah и мн. др.) На письме чаще всего выделяется восклицательным знаком.

## Употребление
В повседневной жизни восклицание «ура» употребляется в момент торжества или радости, в момент достижения долгожданной цели или победы над чем- или кем-либо.
Во время спортивных мероприятий (например, футбольных матчах) болельщики также могут кричать «Ура!».
В Вооружённых Силах восклицание «ура» употребляется, в соответствии с Уставом Вооружённых Сил Российской Федерации, в следующих случаях:
- В качестве строевого ответа на поздравление вышестоящего командования (так называемое троекратное «ура»).

Глава 2, раздел «Воинское приветствие». 

«Если командир (начальник) поздравляет военнослужащих воинской части (подразделения), находящихся в строю, они отвечают протяжным троекратным „Ура“, а если командир (начальник) благодарит их, военнослужащие отвечают: „Служим Российской Федерации“».

- Во время церемонии вручения подразделению Боевого знамени.

Положение о порядке вручения Боевого знамени воинской части. Глава II «Порядок вручения Боевого знамени».

«Лицо, вручившее Боевое знамя, поздравляет личный состав воинской части с получением Боевого знамени, который на поздравление отвечает троекратным протяжным „Ура“. После этого командир воинской части выступает с ответным словом.»

- Во время боя и атаки переднего края обороны противника.

Боевой устав по подготовке и ведению общевойскового боя (предыдущее название — Боевой устав сухопутных войск) часть 3, взвод, отделение, танк. Глава III «Наступление». ст. 207, ст. 231
«Приблизившись к траншее противника на 25 — 40 м, личный состав по команде командира взвода „Взвод, гранатами — ОГОНЬ“ забрасывает противника гранатами и в точно установленное время („Ч“) с криком „ура“ вслед за танками врывается на передний край обороны противника, уничтожает его огнём в упор, овладевает объектом атаки и безостановочно продолжает наступление в указанном направлении.»

## Этимология
- В. И. Даль в «Толковом словаре живого великорусского языка» писал, что крик «ура!» напоминает литовский клич вираи и татарский ур — бей, от урмак — бить, также киргизское уран, племенной военный клич, и, наконец, русское уразить — ударить[2].
- Макс Фасмер выводит слово «ура» из нововерхненемецкого hurrа, а то, в свою очередь, от средневерхненемецкого hurrā, и связывает эти слова с hurren «быстро двигаться», считая маловероятным происхождение от тюркского императива urа — бей (от urmak — бить)[3].
- Согласно предположению профессора СПбГУ, основателя Петербургской фразеологической школы В. М. Мокиенко, русское слово «ура» могло произойти от военного клича западных славян (ср. клич гуситов Hrr na ně!), первоначально означавшего «Возьмём верх!», как средневековое заимствование из польского языка[4].
- Существует версия, согласно которой клич «ура!» вошел в русский язык из монгольского языка, в котором он звучит «урагш!» (урагх[5], уриа[6], урагшаа[7], хурай[8]) и означает «вперёд!»[5]. В бурятском языке ура — пароль на общественной облаве, а также слово приветствия, восторга, боевой клич[9][10]. Возглас «ура!» упомянут в тексте калмыцкого эпоса «Джангар»: «от крика „Ура!“ богатыря Хара-Шорончи сходятся небо и користая золотая земля. Трёхлетний сын Джангара Улан Шовшур сопровождает битву с врагами криком „Ура!“»[11][12].

## Клич в других языках
В немецком языке существует клич «hurra!», который немецкие филологи выводят из императива «hurra», происходящего от средневерхненемецкого «hurren» — «быстро двигаться» (ср. нем. hurtig — «проворно» или англ. to hurry — «торопиться» (hurry up — пошевеливайся, давай быстрей)). Интересно, что в Первую и Вторую мировые войны советские и немецкие солдаты бросались друг на друга в атаку с практически одинаковыми по звучанию воинскими кличами.
В английском языке существует восклицание hurrah (также hooray и hurray). Согласно Оксфордскому словарю английского языка, это слово произошло от слова huzza (также huzzah), которое, в свою очередь, является восклицанием моряков со значением ободрения, поддержки, и, возможно, изначально обозначало подъём. Также англофоны в момент радости и торжества могут воскликнуть «yahoo!» или «yeah!». 
В Корпусе морской пехоты США «oorah» используется как универсальное междометие, в том числе на обозначение согласия или подтверждения, причём может применяться и в вопросительных предложениях: «- Выдвигаемся в 6.00, общий сбор к 5.30, oorah? - Oorah!». Аналог в Армии США - «hooah» («хуа»).
Во французском языке выражение аналогично английскому — Hurrah! Во время Наполеоновских войн русские солдаты шли на французов в атаку с криками "ура", что созвучно французскому "un rat" (на крысу). Это оскорбляло французов.
Итальянцы также в моменты ликования кричат Urra!.

## Устойчивые выражения
- Взять (действовать) на ура — взять что-либо или действовать нахрапом, с наскока, не продумывая и не планируя собственные действия.

Не последний человек у нас товарищ командир — первый; если хотите, по части гражданской войны опыт у него большой, он уважаемый, честный человек, а вот до сих пор не может перестроиться на новый современный лад. Он не понимает, что нельзя сразу вести атаку без артиллерийской обработки. Он иногда ведет полки на «ура». Если так вести войну, значит, загубить дело, все равно, будут ли это кадры, или нет, первый класс, все равно загубить.— Выступление И. В. Сталина на совещании начальствующего состава по обобщению опыта боевых действий против Финляндии, 17 апреля 1940 года
- Ура-патриотизм — необдуманный, показной и шумный патриотизм, или же «квасной» патриотизм, восхваляющий собственную страну и исключающий всякую разумную критику по отношению к ней (в русском языке, например, «Россия — родина слонов»).
- (что-то) прошло на ура — какое-то решение принято единогласно, со всеобщим одобрением.
- Бой уро́емь — когда все бойцы бросаются вдруг, на ура[19].